# Murapol
Murapol S.A. – polska firma deweloperska z siedzibą w Bielsku-Białej działająca od 2001. Od początku swojej działalności do 30 czerwca 2025 r. zrealizowała 94 wieloetapowe inwestycje nieruchomościowe w 17 miastach w Polsce, w ramach których powstały 464 budynki z blisko 32,3 tys. lokalami zamieszkałymi przez ok. 96,9 tys. osób .

## Opis

### Historia i działalność
Jeden z największych polskich deweloperów pod względem liczby sprzedawanych mieszkań.
Założony w Bielsku-Białej w 2001. Na początku działalności spółka realizowała inwestycje w Bielsku-Białej. W 2004 otworzyła pierwszy oddział w Krakowie. W 2007 przekształcona ze spółki z ograniczoną odpowiedzialnością w spółkę akcyjna. Historycznie posiadała nieruchomości w Berlinie i w Edynburgu. Do końca pierwszego kwartału 2025 Murapol i spółki z jej grupy kapitałowej sprzedały blisko 31,2 tys. lokali w 19 miejscowościach w Polsce.
W 2020 większościowym akcjonariuszem została spółka AEREF V PL Investment S.à.r.l., należąca do Ares Management Corporation i Griffin Real Estate. 
W 2023 akcje spółki zadebiutowały na rynku głównym Giełdy Papierów Wartościowych w Warszawie.
Jest członkiem Polskiego Związku Firm Deweloperskich.

### Kary i postępowania administracyjne
W 2019 Komisja Nadzoru Finansowego (KNF) nałożyła na spółkę dwie kary pieniężne o łącznej wysokości 10,4 mln zł. W wyniku złożonego przez spółkę wniosku o ponowne rozpatrzenie sprawy kary te w 2021 zostały przez KNF zmniejszone do odpowiednio 8,712 mln zł i 0,425 mln zł.

## Nagrody i certyfikaty
- Laureat konkursu Złoty Laur Konsumenta 2025 w kategorii Deweloperzy
- Nagroda Wizjery'24 w kategorii „Najlepsza wizualizacja i kampania promocyjna inwestycji deweloperskiej”[17]
- Tytuł Laureata i Złote Godło QI 2024 w kategorii  QI PRODUCT za „Kompaktowe, funkcjonalne i ustawne mieszkania w segmencie popularnym i popularnym premium".
- I miejsce w Ogólnopolskim Rankingu Deweloperów Mieszkaniowych 2022, organizowanym przez Dziennik Gazetę Prawną.
- Złoty Laur Konsumenta/Laur Klienta 2023 w kategorii promocyjne oferty/ceny[18].
- I miejsce w Ogólnopolskim Rankingu Deweloperów Mieszkaniowych 2022, organizowanym przez Dziennik Gazetę Prawną[19].
- Laureat konkursu Laur Klienta 2022, w kategorii ekologiczne strategie w biznesie.
- I miejsce w rankingu Book of Lists magazynu Warsaw Business Journal w kategorii Deweloper Mieszkaniowy[20].
- Laureat konkursu Najwyższa Jakość Quality International 2019 w kategorii QI Product – Produkt Najwyższej Jakości – dla wielorodzinnych inwestycji mieszkaniowych realizowanych przez Grupę Murapol.
- Nagroda portalu RynekPierwotny.pl w kategorii Najlepszy Marketing[21] przyznana za „wieloletnie, konsekwentne budowanie swojego wizerunku; wykorzystanie nowoczesnych technologii w komunikacji marketingowej; przemyślaną, wpisującą się w strategię marki, współpracę z ambasadorami; zaangażowanie w sponsoring sportowy i działalność społeczną; a przede wszystkim za zbudowanie ogólnopolskiej rozpoznawalnej marki”.
- Housemarket Silesia Awards 2019 w kategorii Osiedle przyjazne rodzinie dla inwestycji Murapol Siewierz Jeziorna.
- Leading Green Building Development & Developer dla projektu inwestycji Murapol Parki Warszawy przyznany w konkursie CIJ Awards 2017 jako wyraz uznania dla ekologicznych rozwiązań przewidzianych w projekcie.
- Perły Polskiej Gospodarki 2018 – zestawienie, które obrazuje kondycję polskich przedsiębiorstw; na liście laureatów XVI edycji Rankingu Pereł Polskiej Gospodarki w kategorii Duże Perły Murapol zajął wysokie 5. miejsce.
- Gazele Biznesu 2017 - najpopularniejszy i najstarszy tytuł przyznawany najdynamiczniej rozwijającym się małym i średnim ﬁrmom rokrocznie od 18 lat przez dziennik Puls Biznesu.
- Mecenas Sportu 2017 otrzymany w konkursie Responsible Business Awards, organizowanym przez Executive Club Sp. z o.o., który docenił wieloletnie zaangażowanie Grupy Murapol we wspieranie przedsięwzięć sportowych.

## Sponsoring i wspieranie sportu
- Od 2010 organizuje w Krakowie turniej piłkarski dla dzieci Murapol Cup dla zawodników w wieku do 11 lat występujący w polskich i zagranicznych klubach piłkarskich[22].
- W latach 2011–2017 był współwłaścicielem i głównym sponsorem klubu piłkarskiego Podbeskidzie Bielsko-Biała[23].
- Od 2017 spółka podpisała z Widzewem Łódź trzyletnią umowę, na mocy której deweloper został sponsorem strategicznym klubu. Sponsoring poprzedziła ponad roczna współpraca dewelopera z łódzkim klubem sportowym[24]. W listopadzie 2020 roku Murapol został partnerem oficjalnym Akademii Widzewa[25].
- Od 2018 spółka wspiera założoną Reprezentację Artystów Polskich, drużynę piłkarską, w skład której wchodzą znani i lubiani aktorzy, muzycy oraz sportowcy i dziennikarze, którzy biorą udział w meczach charytatywnych na terenie całej Polski[26].
- W 2019 ambasadorem marki został Andrzej Bargiel, pierwszy narciarz, który zjechał z K2[27].
- W 2019 spółka sfinansowała wyjazd piłkarzy Wisły Kraków na trening do Turcji przed zbliżającym się sezonem piłkarskim[28].
- W 2019 spółka podpisała umowę sponsorską z klubem hokejowym Infinitas KTH z Krynicy-Zdroju, wspierając młodych hokeistów w ramach projektu sportowo-edukacyjnego Hokejowe Nadzieje Olimpijskie[29].
- Sponsorem generalnym ekstraligowej drużyny rugby RC Orkan Sochaczew, wcześniej będąc sponsorem głównym seniorskich drużyn reprezentacji Polski kobiet i mężczyzn[30].
- Spółka jest zaangażowana w budowę sieci jednokierunkowych górskich tras rowerowych, tzw. singletracków kompleksu Enduro Trails Bielsko-Biała na Koziej Górze i Szyndzielni, aż po Małe Skrzyczne[31].